# Vicente Ruiz Mondaca
Vicente Segundo Ruiz Mondaca; (Tocopilla, 10 de abril de 1907 - Santiago, 26 de abril de 1998). Dirigente gremial y político socialista chileno. Hijo de Vicente Ruiz y Juana Mondaca. Contrajo matrimonio en Antofagasta, con Uberlinda Veas Bugueño (1936).
Educado en la Escuela de Gatico, Tocopilla y en el Liceo de Antofagasta. Se dedicó a la actividad gremial, ocupando el cargo de Director del Sindicato de Estibadores Marítimos. Se desempeñó además en actividades marítimas de la Compañía Salitrera Lautaro Nitrate.
Militante del Partido Socialista, miembro del Comité Regional.
Fue elegido Regidor de Antofagasta (1938-1939) y Diputado suplente por la 2.ª agrupación departamental de Tocopilla, El Loa, Antofagasta y Taltal (1939-1941), incorporándose en reemplazo de Oscar Cifuentes Solar, que aceptó un cargo diplomático. Había sido candidato único en la elección complementaria.
Reelecto Diputado por la misma agrupación departamental (1941-1945), fue miembro de la comisión permanente de Hacienda. Promovió en el Congreso Nacional varias reformas al Código del Trabajo de 1931.
Colaboró con la prensa en temas políticos y sociales y fue miembro de varias sociedades mutualistas.